# Burdett Coutts
Burdett Matthew Coutts (ur. 21 września 1919 w Koczinie, zm. 17 marca 2016 w Clacton-on-Sea) – singapurski hokeista na trawie, olimpijczyk.
Uczestnik Letnich Igrzysk Olimpijskich 1956, najstarszy członek kadry hokejowej na te igrzyska. Reprezentował Singapur jedynie w meczach fazy grupowej ze Stanami Zjednoczonymi, Afganistanem (oba wygrane, odpowiednio 6-1 i 5-0) i Indiami (porażka 0-6). Coutts nie strzelił jednak żadnej z bramek. W starciu z Hindusami doznał groźnej kontuzji kolana, która wykluczyła go z gry w dalszej części turnieju. Jego reprezentacja zajęła finalnie ósme miejsce.